# Boussire
Boussire est un hameau de la commune et ville belge de Malmedy située en Région wallonne dans la province de Liège. 
Avant la fusion des communes de 1977, Boussire faisait partie de la commune de Bévercé

## Situation
Boussire étire ses habitations le long et à proximité de la route qui relie Malmedy à Waimes via G'doumont et Libomont. Il forme avec les hameaux voisins de Chôdes et G'doumont un ensemble continu d'habitations. Le centre de Malmedy se trouve à environ 6 km.

## Description
Dans un environnement de prairies à l'orée du bois, Boussire, hameau rural initialement composé de quelques fermettes bâties en pierre du pays (grès), s'est adjoint de nouvelles habitations de type pavillonnaire.

## Activités
Quelques hectomètres au nord-est du hameau, se trouve la carrière de Boussire qui exploite depuis le XVIIIe siècle la pierre de grès appelée Arkose de Boussire. En outre, ces moellons de grès ont servi à la construction de la cathédrale Saints-Pierre, Paul et Quirin de Malmedy.